# Amazonomachie

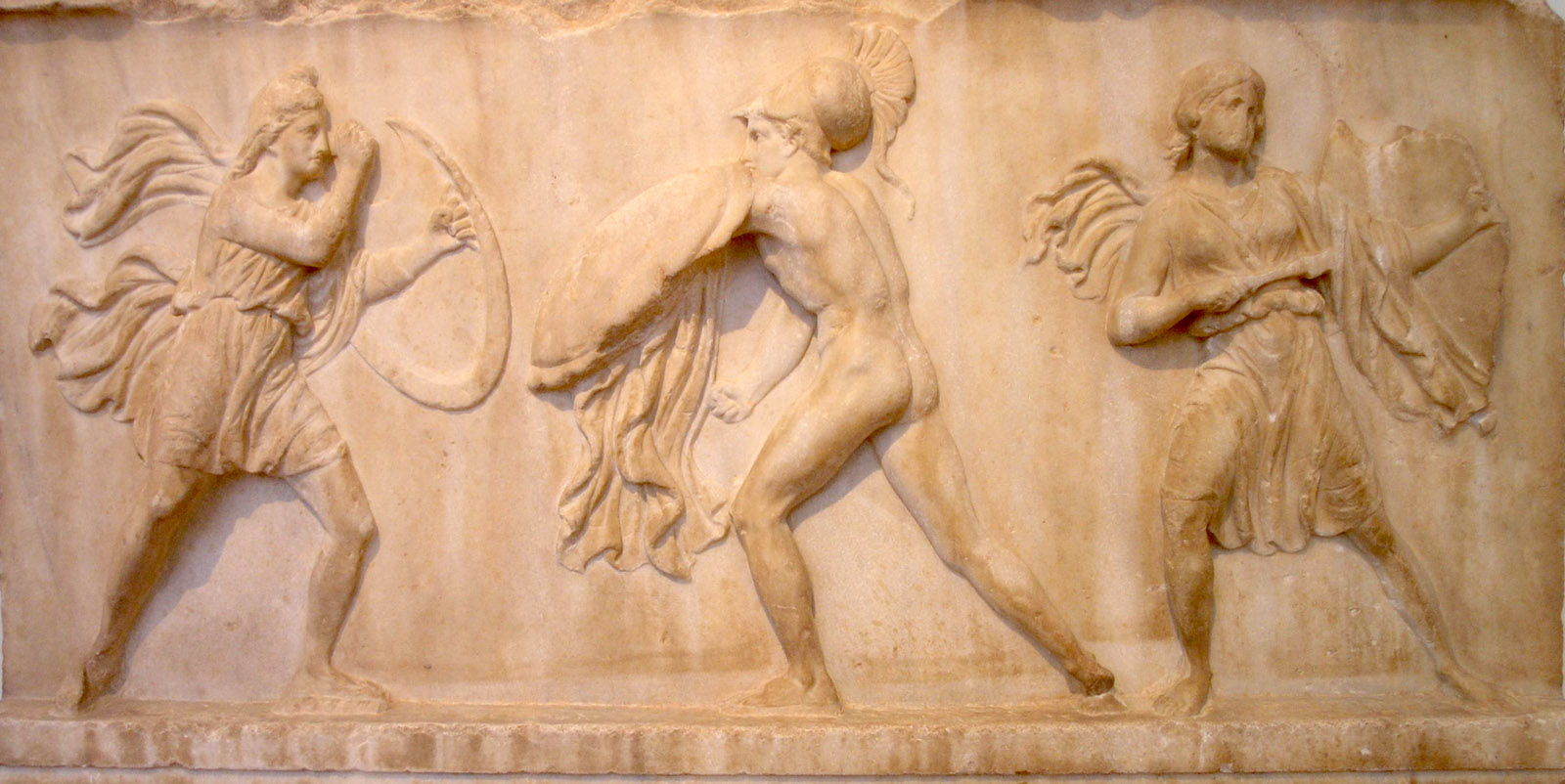
Amazonomachie, bas-relief attique du IVe siècle av. J.-C., Musée national archéologique d'Athènes

L'amazonomachie, littéralement « le combat des Amazones », est un thème iconographique fréquent dans l'Antiquité grecque et romaine, que l'on trouve représenté aussi bien sur des vases que des bas-reliefs de monuments ou de sarcophages. Il s'agit de scènes de combat opposant ce peuple mythique de femmes guerrières, censées vivre au-delà des Scythes, à des Grecs, et notamment aux héros suivants : Thésée qui captura leur reine Hippolyte (ou Antiope selon les auteurs), Achille victorieux de Penthésilée devant Troie, ou encore Héraclès.

## Exemples typiques
Parmi les monuments les plus célèbres comportant dans leur décor une amazonomachie, on peut citer, dans l'ordre chronologique :
- le temple d'Apollon à Érétrie ;
- le trésor des Athéniens à Delphes ;
- les métopes ouest du Parthénon ;
- le temple d'Apollon Épicourios de Bassae ;

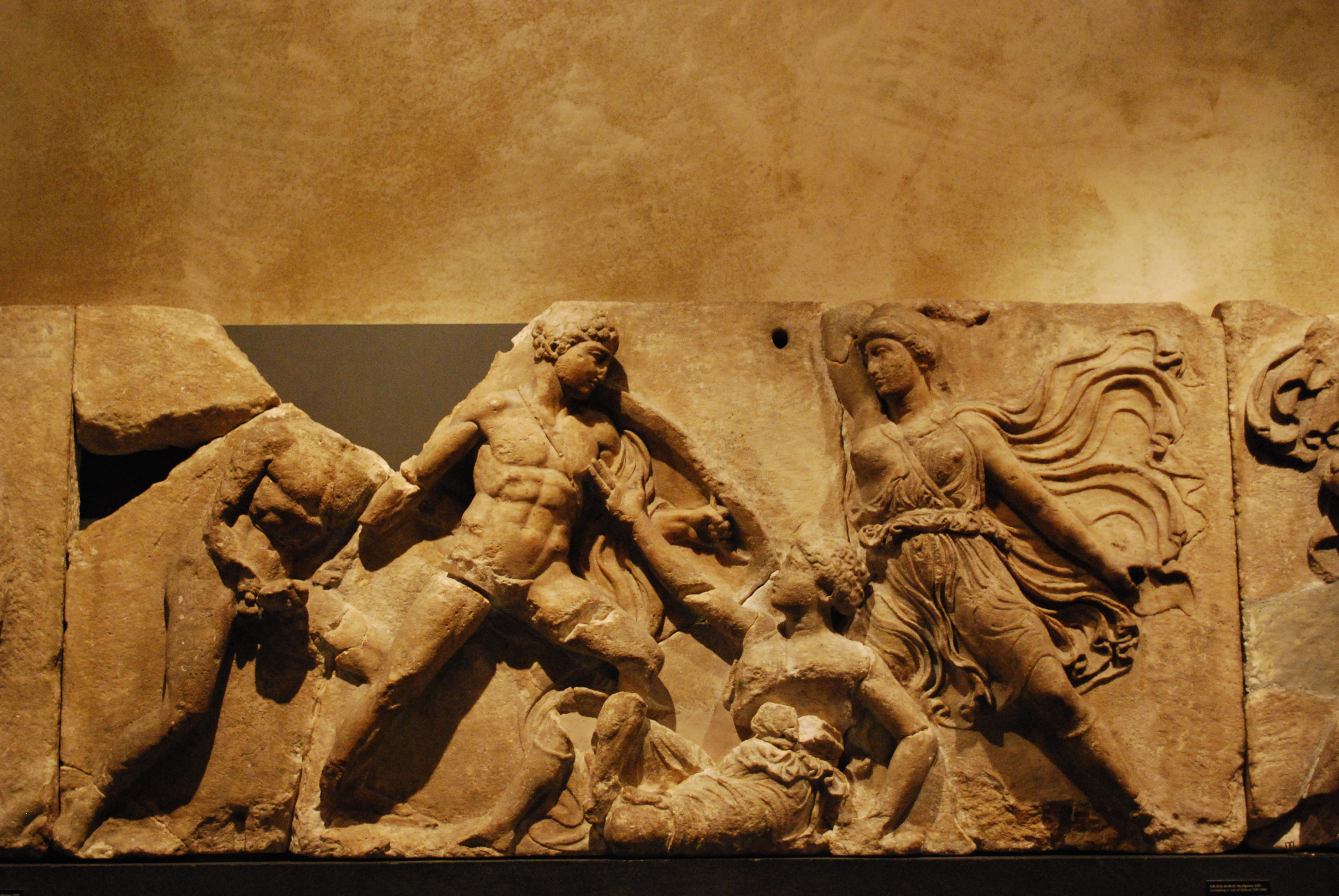
BM537 Penthésilée tuée par Achille

- le mausolée d'Halicarnasse ;
- le temple d'Artémis Leucophryène de Magnésie du Méandre (Ionie) ;
- le sarcophage des Amazones étrusque, à Florence.

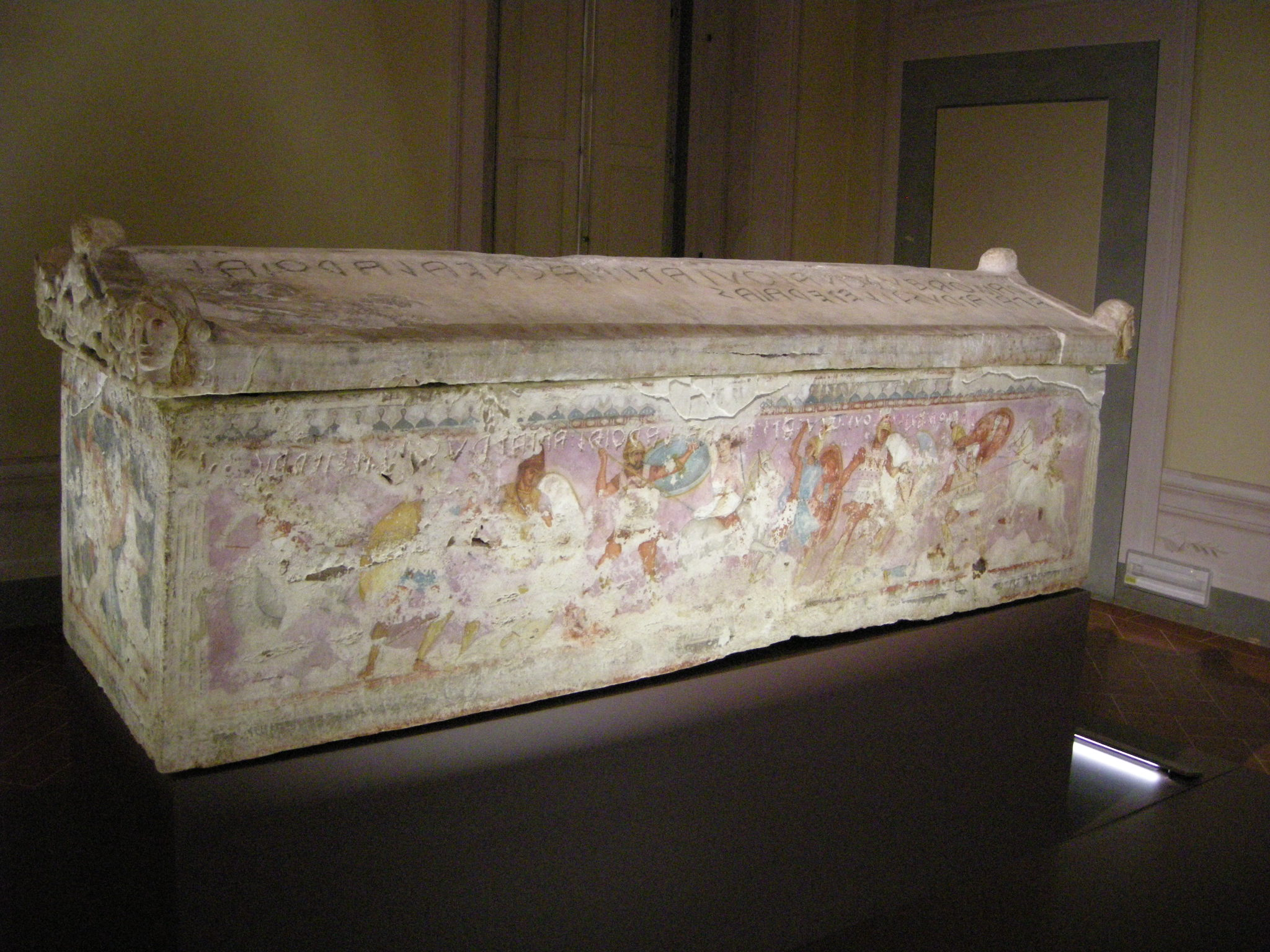

- Le sarcophage d'un couple de défunts, oeuvre romaine vers 180 ap. J.-C. (Louvre, Ma 2119).

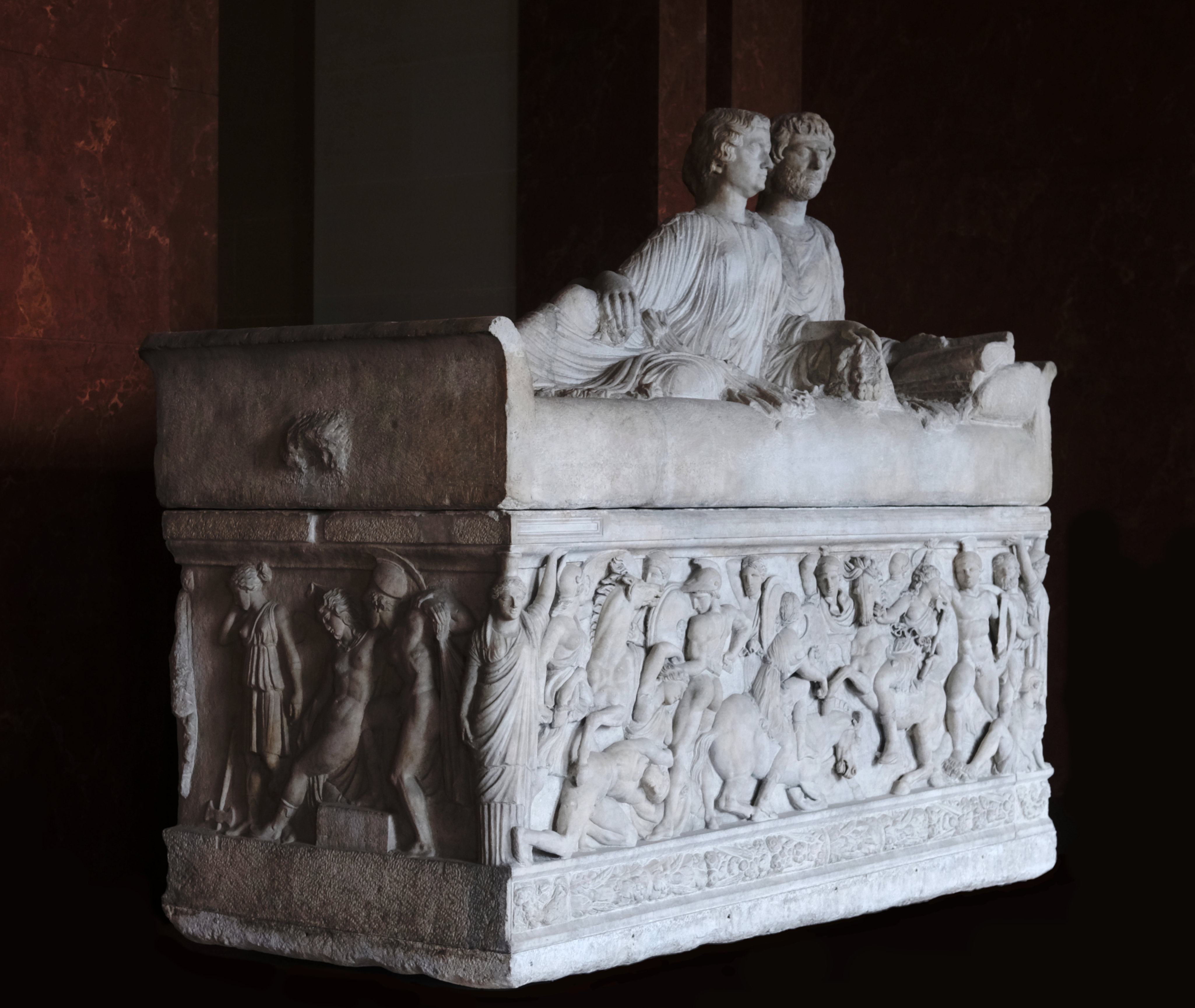
Vue d'ensemble du sarcophage.
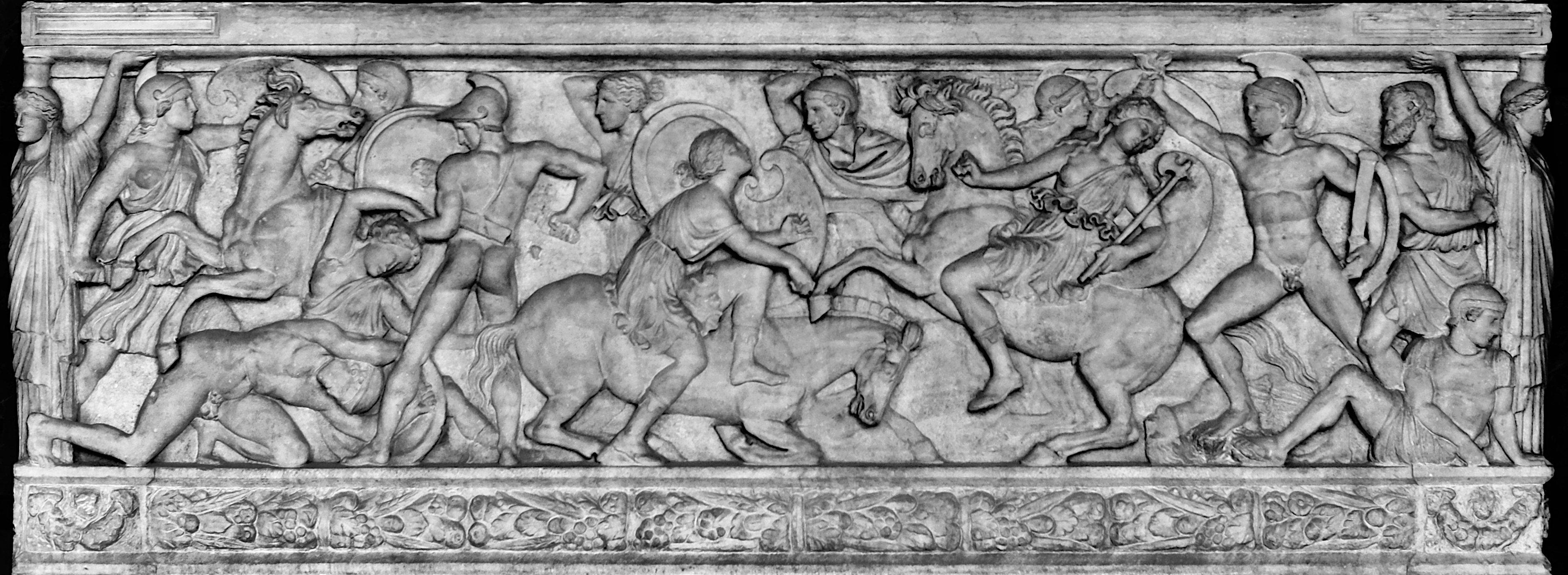
Face avant du sarcophage représentant le combat des Grecs et des Amazones ; on reconnaît Ulysse tout à droite.